# Francisca de Noronha
Francisca de Noronha, primeira e única marquesa de Soure, foi esposa de João da Costa, 1.º conde de Soure. Serviu na corte como camareira-mor da infanta Isabel Luísa. Recebeu um título nobiliárquico criado em 1664 pelo rei Pedro II de Portugal, no mesmo ano em que enviuvou.